# Fragància
|  | Per a altres significats, vegeu «Sabor (física)». |

Una fragància o aroma és un producte obtingut en isolar l'essència pura dels compostos químics no interessants des d'un punt de vista olfactiu, cosa que s'anomena purificació. Tanmateix, no vol dir que la fragància sigui una substància pura, sinó més aviat una mescla homogènia que allibera una substància perceptible pel nostre aparell olfactiu i gustatiu.
Un cop diverses fragàncies obtingudes mitjançant aquest procés són harmònicament barrejades i degudament diluïdes amb alcohol desnaturalitzat, aplicant fórmules i proporcions que només uns pocs privilegiats coneixen, s'obté el perfum.

## Diferències entre fragància, aroma i perfum
És important no confondre els següents conceptes: extracte brut, essència, fragància, aroma i perfum. Des del punt de vista de l'obtenció d'un producte acabat com ara un perfum, que s'utilitza per a augmentar les sensacions olfactives i sentimentals a les nostres relacions socials, el material de partida s'extrau sia de la natura animal, vegetal o mineral, en aquest darrer cas se sintetitza a partir de substàncies fòssils, i en particular de derivats del petroli. En el primer cas, l'extracció de la natura d'un brou que conté entre altres un producte d'interès olfactiu, esdevé en el que anomenem extracte brut, que conté l'essència objecte d'extracció.
El problema és que aquesta essència no és sola, és una part d'una complexa mescla de productes de la qual s'ha d'aïllar el compost d'interès. En purificar i isolar l'essència s'obté la fragància. El perfum es fa a partir de diverses fragàncies dissoltes en alcohol.
Anàlogament podem entendre el concepte d'aroma. Una aroma s'utilitza generalment en la indústria alimentària per fer més atractiu el menjar, donant gust, color i de vegades olor. Es tracta d'additius afegits en molt petites proporcions i inerts des del punt de vista toxicològic, que s'obtenen generalment de la natura. Una tècnica de conservació alimentària que aporta aromes als aliments seria el fumatge. Ara bé, el procés d'obtenció de l'aroma passa per etapes semblants a les anteriorment esmentades, la sola cosa que canvia n'és l'aplicació final.